# Natten før brylluppet
Natten før brylluppet (originaltitel: The Philadelphia Story) er en amerikansk filmkomedie fra 1940 instrueret af George Cukor. Filmen har Cary Grant, Katharine Hepburn og James Stewart i hovedrollerne og er baseret på et teaterstykke af samme navn, hvori Hepburn også fik sit store gennembrud. Filmen blev en stor succes, og den blev senere genindspillet i en musical-udgave under titlen High Society i 1956 med Bing Crosby, Grace Kelly og Frank Sinatra i hovedrollerne.

## Handling
Tracy Lord (Hepburn) er en rig, ung overklassekvinde fra Philadelphia, der efter at være blevet skilt fra C.K. Dexter Haven (Grant) nu skal giftes med den nyrige George Kittredge (John Howard). Bladmanden Sidney Kidd (Henry Daniell) presser Tracy til lige inden brylluppet at give et eksklusivt interview til sladderjournalisten Mike Connor (Stewart) og fotografen Liz Imbrie (Ruth Hussey). Til gengæld vil Kidd undlade at bringe afslørende billeder af Tracys kvindeglade far Seth (John Halliday). Resultatet bliver, at Tracy bliver fanget mellem Mike, Dexter og George.
Natten før brylluppet bliver Tracy fuld for kun anden gang i sit liv og tager efter pludselig indskydelse en uskyldig svømmetur med den forelskede Mike. George opdager, at Mike bærer den fulde Tracy ind i huset bagefter, begge i badetøj, og George tror det værste om sin kommende brud. Næste dag tager Tracy konsekvensen af Georges mangel på tillid og bryder forlovelsen. Hun opdager nu, at gæsterne er kommet til brylluppet. Mike tilbyder at gifte sig med hende, men hun afslår med beklagelse. Hun indser, at hun aldrig er holdt op med at elske Dexter, der er klar til at tage affære.

## Baggrund / produktion
I 1930'erne og 1940'erne var det efterhånden blevet almindeligt med skilsmisser, og en række film kom frem med skilte par, der finder ud af, at de alligevel holder mest af hinanden og derfor gifter sig igen. Genren kunne også kompensere for, at udenomsægteskabelige forbindelser ikke måtte vises i amerikanske film. Natten før brylluppet indgik fint i den tradition.
Rigmanden og produceren Howard Hughes havde købt rettighederne til en filmudgave af teaterstykket, hvor Hepburn havde fået sit store gennembrud. Hughes havde foræret rettighederne til Hepburn, som han var vild med. Da MGM besluttede sig for at realisere filmen, fik hun i kontrakten indføjet, at hun skulle spille hovedrollen. Hun ville endvidere have Clark Gable og Spencer Tracy til at spille de mandlige hovedroller, men de havde andre engagementer.

## Medvirkende
- Cary Grant – C.K. Dexter Haven (Tracys eksmand)
- Katharine Hepburn – Tracy Lord (kommende brud)
- James Stewart – Mike Connor (societyjournalist)
- Ruth Hussey – Liz Imbrie (fotograf)
- John Howard – George Kittredge (kommende brudgom)
- Roland Young – Willie (Tracys onkel)
- John Halliday – Seth Lord (Tracys far)
- Mary Nash – Margaret Lord (Tracys mor)
- Virginia Widler – Dinah Lord (Tracys lillesøster)
- Henry Daniell – Sidney Kidd (bladmand, chef for Mike og Liz)

## Modtagelse
Filmen blev godt modtaget af det amerikanske publikum og blev Hepburns filmgennembrud. Hun var indtil da i Hollywood anset som "gift" for en film efter flere fiaskoer som  den senere meget roste Han, hun og leoparden). 
Det blev til flere priser til filmen ved Oscaruddelingen året efter. James Stewart fik Oscar for bedste mandlige hovedrolle og manuskriptforfatteren Donald Ogden Stewart fik Oscar for bedste filmatisering. Desuden var der Oscar-nomineringer til George Cukor (bedste instruktion), Hepburn (bedste kvindelige hovedrolle), Ruth Hessey (bedste kvindelige birolle) og bedste film (til producer Mankiewicz).
Filmen står på flere lister over bedste film og regnes af det amerikanske filminstitut blandt de 100 bedste amerikanske film nogensinde og nr. 15 blandt de bedste amerikanske komedier.